# Aminobenzolsulfonsäuren
Die Aminobenzolsulfonsäuren bilden eine Stoffgruppe, die sich sowohl von der Benzolsulfonsäure als auch vom Anilin ableitet. Die Struktur besteht aus einem Benzolring mit angefügter Sulfonsäure- (–SO3H) und Aminogruppe (–NH2) als Substituenten. Durch deren unterschiedliche Anordnung ergeben sich drei Konstitutionsisomere mit der Summenformel C6H7NO3S. Sie sind Ausgangsstoffe zur Synthese von organischen, wasserlöslichen Azofarbstoffen.

## Vertreter
Zur Stoffgruppe der Aminobenzolsulfonsäuren gehören:
- Orthanilsäure = 2-Aminobenzolsulfonsäure
- Metanilsäure = 3-Aminobenzolsulfonsäure
- Sulfanilsäure = 4-Aminobenzolsulfonsäure

| Gefahrensymbol |

| Gefahrensymbol |

| Gefahrensymbol |

## Eigenschaften
Die relativ hohe Schmelztemperatur aller Isomere erklärt sich durch die Möglichkeit der Bildung von Zwitterionen (Protolyse des SO3H-Protons auf die NH2-Gruppe).